# Polizei (Namibia)
Die Polizei Namibias lässt sich bis zur deutschen Kolonialzeit als Deutsch-Südwestafrika Ende des 19. Jahrhunderts zurückverfolgen. Seit 1990 ist die Namibian Police Force (NAMPOL) als nationale Polizei für die Sicherheit in Namibia verantwortlich.

## Deutsch-Südwestafrika

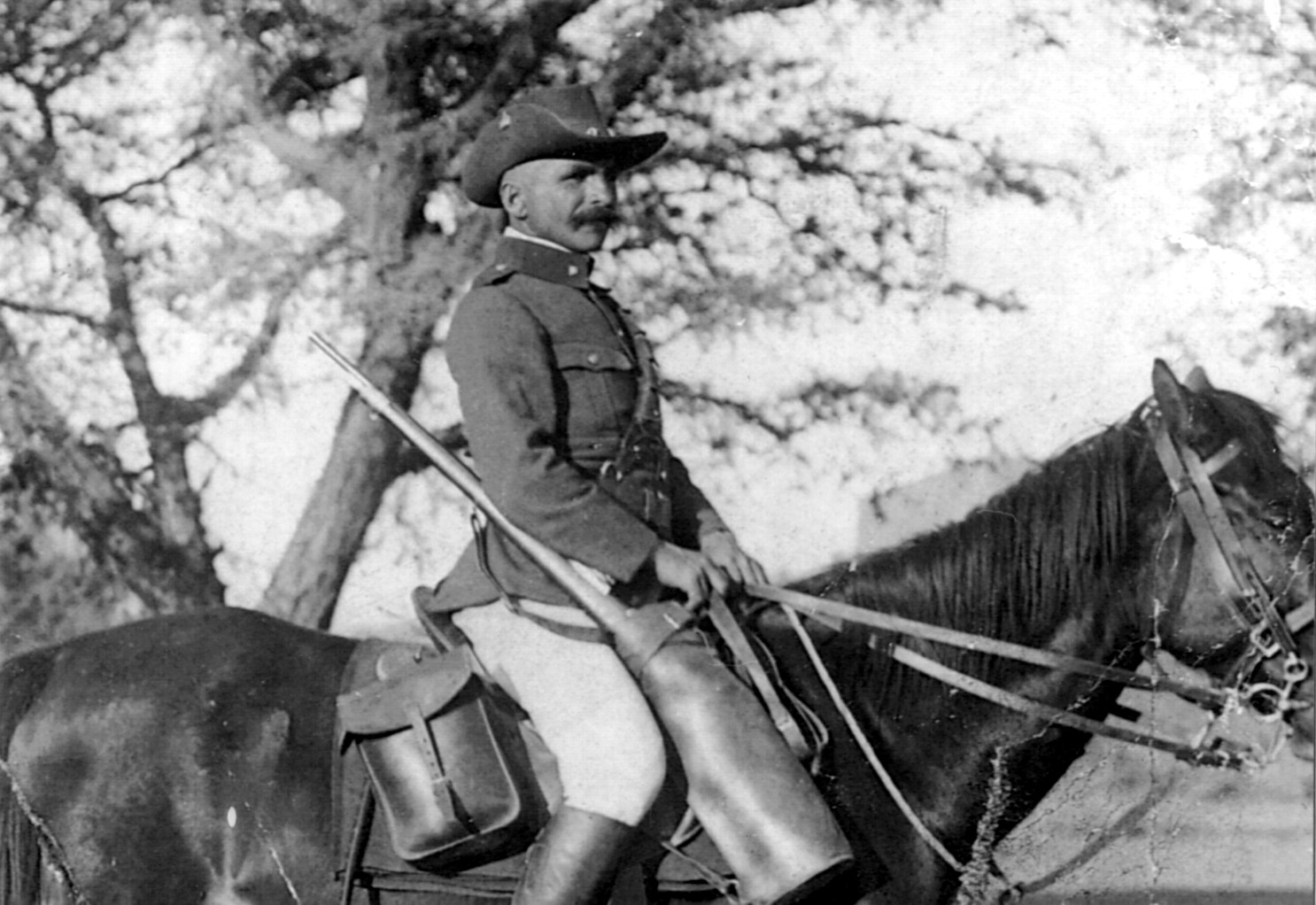
Mitglied der Landespolizei Deutsch-Südwestafrikas

Zu Beginn der Kolonialzeit 1885 übernahm die Schutztruppe für Deutsch-Südwestafrika polizeiliche Aufgaben. Ihr folgte 1905 die Kaiserliche Landespolizei Deutsch-Südwestafrikas. Sie hatte bis 1907 etwa 400 Polizeiangehörige und übernahm in diesem Jahr ihr erstes Kraftfahrzeug. Weiterhin wurden aber vor allem Pferde und Kamele als Fortbewegungsmittel der Landespolizei genutzt.

## Südwestafrika
Die Südwestafrikanische Polizei (SWAPOL), offiziell auch englisch South West African Police und afrikaans Suidwes-Afrikaanse Polisie, war von 1920 bis 1939 und von 1981 bis 1990 die Polizei Südwestafrikas.
SWAPOL wurde nach dem Ersten Weltkrieg 1920 gegründet. Zwischen 1915 und 1919 war die Südafrikanische Militärpolizei für die Sicherheit zuständig. Am 31. Dezember 1939 wurde die SWAPOL aufgelöst; alle Aufgaben gingen an die South African Police (SAP) über.
Die SAP war für Südwestafrika als Provinz Südafrikas bis 1981 zuständig. Etwa zwei Drittel der Angehörigen der SAP wurden lokal rekrutiert, der Rest aus Südafrika versetzt. 1981 mit Einführung einer Selbstverwaltung Südwestafrikas/Namibias wurde die SWAPOL erneut als Polizeieinheit gegründet. Sie war, insbesondere mit den paramilitärischen Koevoet, aktiv in den namibischen Befreiungskampf involviert. Sie unterstützte die South West African Territory Force (SWATF).

## Namibia

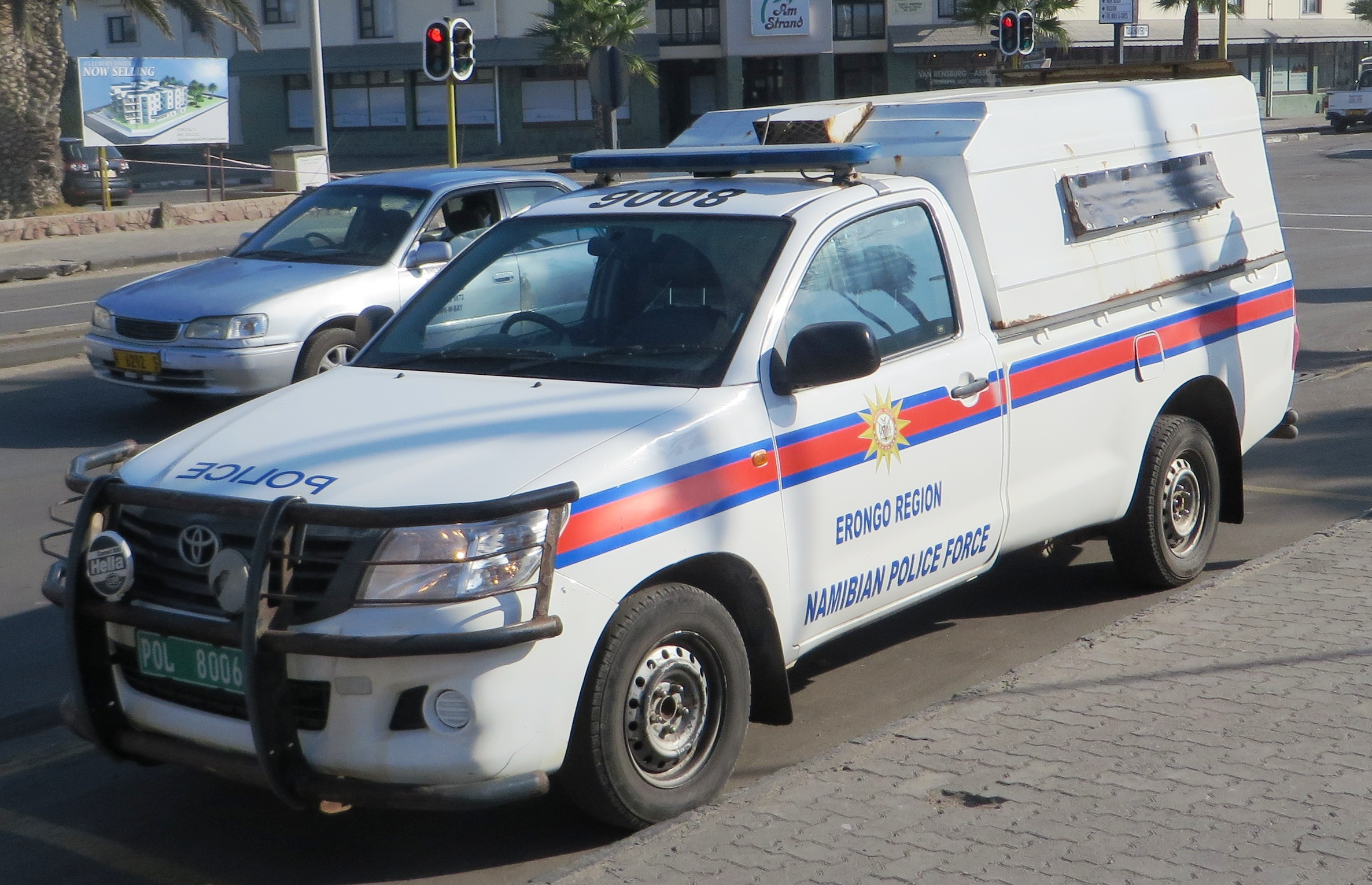
Einsatzfahrzeug der namibischen Polizei

Die Namibian Police Force (NAMPOL) ist seit 1990 die landesweite Polizei Namibias. Sie wird seit 2004 in der Hauptstadt Windhoek durch die Stadtpolizei Windhoek unterstützt.